# Верхнерогачикский поселковый совет
Верхнерогачикский поселковый совет (укр. Верхньорогачицька селищна рада) — входит в состав
Верхнерогачикского района
Херсонской области
Украины.
Административный центр поселкового совета находится в 
пгт Верхний Рогачик.

## История
- 1786 — дата образования.

## Населённые пункты совета
- пгт Верхний Рогачик
- с. Вишнёвое
- с. Заря
- с. Ленино
- с. Трудовик